# Лебеда (рассказ)
«Лебеда» — рассказ Владимира Набокова, относящийся к русскому периоду его творчества. Был написан в 1931—1932 годах, опубликован (под псевдонимом В. Сирин) в 1932 году, вошёл в состав сборника «Соглядатай» (Париж, 1938).

## Сюжет и история текста
Действие рассказа происходит в дореволюционной России. Главный герой — гимназист Путя. Он узнаёт, что его отец, депутат Государственной думы, вызвал на дуэль одного из своих оппонентов, и очень переживает из-за этого, но ни с кем не может поделиться. В финале Путя читает сообщение в газете о бескровно закончившемся поединке и начинает рыдать.
«Лебеда» была написана в период с 30 декабря 1931 по 14 января 1932 года и увидела свет в русской эмигрантской газете «Последние новости», выходившей в Париже, 31 января 1932 года. В 1938 году автор включил рассказ в сборник «Соглядатай». Сюжет «Лебеды» явно связан с детскими воспоминаниями Набокова: его отец в 1911 году вызвал на дуэль редактора газеты «Новое время» из-за оскорбительной заметки.
По мнению биографа Набокова Брайана Бойда, в «Лебеде» можно видеть «зачаток „Других берегов“». Наряду с рассказом «Обида» это могла быть попытка создать «развёрнутую литературную хронику» детства и отрочества писателя (позже идея такого рода была реализована в романе «Дар»). Публикацию «Лебеды» в сборнике 1976 года Details of a Sunset and Other Stories Набоков снабдил комментарием: «Сквозь сдвинутые узоры рассказа читатель моей „Память, говори“ узнает многие детали последней части 9-й главы книги. Между мозаикой вымысла попадаются и некоторые подлинные воспоминания, не вошедшие в „Память, говори“».